# Microchthonius lorko
Espèce
Microchthonius lorko est une espèce de pseudoscorpions de la famille des Chthoniidae.

## Distribution
Cette espèce est endémique de Croatie. Elle se rencontre dans une grotte sur Hvar.

## Description
Le mâle holotype mesure 1,245 mm.

## Publication originale
- Ćurĉić, Rađa, Dimitrijević, Vesović & Ćurĉić, 2015 : « On two new species of Microchthonius Hadţi (Pseudoscorpiones, Chthoniidae) from Dalmatia, Croatia. » Buletin Shkencor, Seria e Shkencave të Natyrës, no 65, p. 80–93.